# Jens Hillje

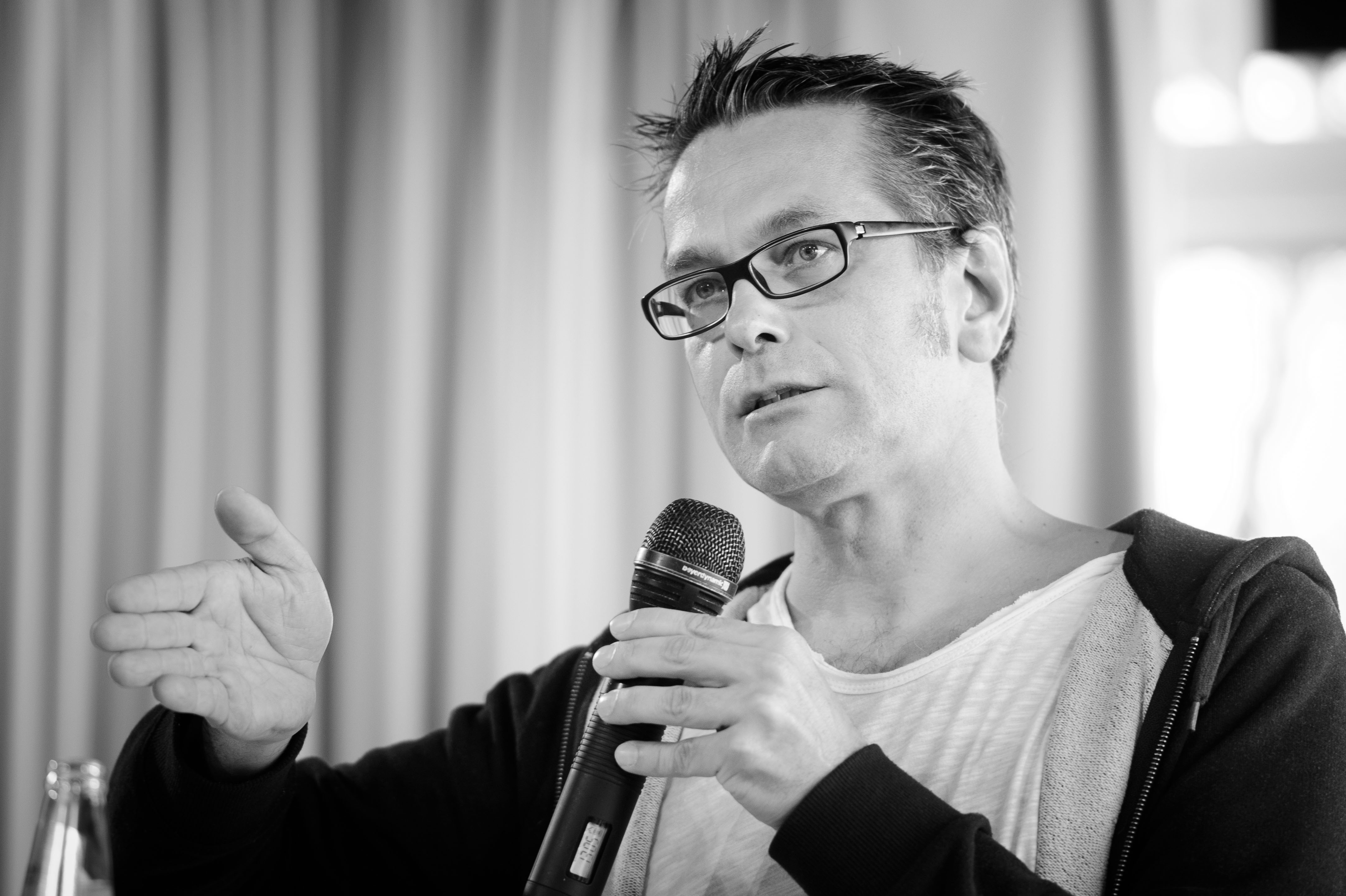
Jens Hillje, 2015

Jens Hillje (* 1968) ist ein deutscher Dramaturg und war von 2013 bis 2019 Ko-Intendant des Maxim-Gorki-Theaters in Berlin.

## Leben und Wirken
Er wuchs in Italien und Niederbayern auf. Nach einem Studium der angewandten Kulturwissenschaften in Perugia, Hildesheim und Berlin arbeitet er seit 1990 in der freien Theaterszene als Schauspieler, Autor und Regisseur. 1996 zog er nach Berlin und gründete mit dem Regisseur Thomas Ostermeier die Baracke am Deutschen Theater, die zwei Jahre später zum Theater des Jahres gewählt wurde. Von 1999 bis 2009 war er Mitglied der Künstlerischen Leitung und Chefdramaturg der Schaubühne am Lehniner Platz. Gemeinsam mit Thomas Ostermeier und Sasha Waltz baute er dort ein internationales Schauspiel- und Tanzensemble auf. An der Schaubühne gründete er das Format "F.I.N.D - Festival Internationale Neue Dramatik" mit, das seit 1999/2000 jährlich dort stattfindet.
Als Dramaturg arbeitete er unter anderem mit den Regisseurinnen und Regisseuren Barbara Frey, Luk Perceval, Yael Ronen und Sebastian Nübling zusammen. 2000 begann er an der Schaubühne eine kontinuierliche Zusammenarbeit mit dem Regisseur und Autor Falk Richter, die Jens Hillje nach 2009 als freier Dramaturg fortsetzte, etwa in Trust (Schaubühne Berlin, 2009), My secret garden (Festival d’Avignon, 2010) oder Rausch (Düsseldorfer Schauspielhaus, 2012). Am Gorki-Theater entwickelt er mit Falk Richter die viel beachtete Produktion Small Town Boy. Gemeinsam mit Nurkan Erpulat erarbeitete er 2010 am Ballhaus Naunynstraße das Stück Verrücktes Blut, das 2011 von der Fachzeitschrift Theater heute zum „Stück des Jahres“ gewählt wurde. Im selben Jahr kuratierte Hillje am Haus der Kulturen der Welt als Künstlerischer Leiter das Performing-Arts-Festival „Intransit“.
Von der Spielzeit 2013/14 bis 2019 war er Ko-Intendant des Maxim-Gorki-Theaters und hatte mit Shermin Langhoff die künstlerische Leitung des Theaters inne. Die deutschsprachigen Kritiker in der Umfrage von Theater heute wählten das Maxim-Gorki-Theater zum „Theater des Jahres“ 2014 und 2016. Die Stiftung Preußische Seehandlung verlieh Shermin Langhoff und Jens Hillje gemeinsam den „Theaterpreis Berlin 2016“.
Jens Hillje erhielt im Sommer 2019 den Goldenen Löwen der Biennale in Venedig für sein Lebenswerk.

## Dramaturgie (Auswahl)
- Recherche Faust / Artaud  von Thomas Ostermeier, (bat-Studiotheater Berlin, 1996)
- Mann ist Mann von Bertolt Brecht, Regie: Thomas Ostermeier,  (Baracke am Deutschen Theater Berlin, 1997)
- Trust (UA), eine choreografische Inszenierung gemeinsam mit Anouk van Dijk, Text/Regie: Falk Richter (Schaubühne am Lehniner Platz, 2009)
- Verrücktes Blut (UA), Regie: Nurkan Erpulat -   Publikumspreis bei den Mülheimer Theatertagen 2011/Eingeladen zum Theatertreffen, 2011[5] (Ballhaus Naunynstraße Berlin/Ruhrtriennale 2010)
- Rausch(UA), eine choreografische Inszenierung, gemeinsam mit Anouk van Dijk, Regie: Falk Richter (Düsseldorfer Schauspielhaus, 2012)
- Small Town Boy (UA) von Falk Richter, Regie:Falk Richter (Maxim-Gorki -Theater Berlin, 2014)
- Verräter (UA), Regie: Falk Richter (Maxim - Gorki -Theater, 2017)
- Rewitching Europe (UA), Regie: Yael Ronen (Maxim - Gorki - Theater, 2019)